# Ostrvica (Gospić)
Ostrvica is een plaats in de gemeente Gospić in de Kroatische provincie Lika-Senj. De plaats telt 19 inwoners (2001).